# Unia kościelna
Unia kościelna – związek dwóch Kościołów (lub ich części) oparty na wspólnocie tradycji, liturgii, doktryny i organizacji (bądź niektórych z tych elementów).
Hasłem przyświecającym wszystkim uniom kościelnym jest idea powrotu do pierwotnej jedności wszystkich chrześcijan i odwołanie się do wspólnych korzeni chrześcijaństwa. Część unii kościelnych została jednak zawarta z pobudek politycznych lub na skutek ingerencji władców w sprawy religijne. Niekiedy realizacja postanowień unijnych dokonywała się przy użyciu przymusu i prowadziła do konfliktów, a nawet wojen religijnych, zwłaszcza gdy dochodziło do rozłamu w łonie Kościoła przystępującego do unii.
Katolickie Kościoły unickie mają strukturę hierarchiczną pod zwierzchnictwem papieża, natomiast Kościoły protestanckie mają zwykle charakter federacyjny, ale należy odróżniać je od związków samodzielnych krajowych Kościołów, np. Unia Utrechcka Kościołów Starokatolickich czy Wspólnota Anglikańska.
Do unii kościelnych nie należą też związki państw, organizacji politycznych czy ogólnie podmiotów świeckich zawarte pod hasłami religijnymi, np. Unia Protestancka lub Liga Katolicka.

## Katolicyzm
Termin „unia kościelna” używany najczęściej w odniesieniu do połączenia wyznawców chrześcijaństwa wschodniego z Kościołem katolickim, np.:
- unia lyońska – 1274
- unia florencka – 1439
- unia brzeska – 1596
- unia użhorodzka – 1646
- unia mukaczewska – 1664
- unia siedmiogrodzka – 1700
- unia marmaroska – 1713

## Protestantyzm
W protestantyzmie połączenia kościołów wywodzących się z pokrewnych lub różnych tradycji protestanckich, np.:
- zgoda sandomierska – porozumienie z 1570 roku między kościołami braci czeskich, luterańskim i kalwińskim w Rzeczypospolitej Obojga Narodów w kwestii unii ambony i ołtarza.
- unia pruska – połączenie w 1817 roku z inicjatywy Fryderyka Wilhelma III kościołów luterańskiego i kalwińskiego w Królestwie Prus w jeden kościół krajowy.